# Giro di Lombardia 1976
Il Giro di Lombardia 1976, settantesima edizione della corsa, fu disputata il 9 ottobre 1976, su un percorso totale di 253 km. Fu vinta dal belga Roger De Vlaeminck, giunto al traguardo con il tempo di 6h26'00" alla media di 39,326 km/h, precedendo il francese Bernard Thévenet e l'italiano Wladimiro Panizza.
Presero il via da Milano 136 ciclisti e 32 di essi portarono a termine la gara.

## Ordine d'arrivo (Top 10)
| Pos. | Corridore          | Squadra   | Tempo   |
| ---- | ------------------ | --------- | ------- |
| 1    | Roger De Vlaeminck | Brooklyn  | 6h26'00 |
| 2    | Bernard Thévenet   | Peugeot   | s.t.    |
| 3    | Wladimiro Panizza  | Scic      | s.t.    |
| 4    | Joop Zoetemelk     | Gan       | s.t.    |
| 5    | Raymond Poulidor   | Gan       | s.t.    |
| 6    | Francesco Moser    | Sanson    | a 1'12" |
| 7    | Frans Verbeeck     | Ijsboerke | s.t.    |
| 8    | Franco Bitossi     | Zonca     | s.t.    |
| 9    | Costantino Conti   | Magniflex | s.t.    |
| 10   | Walter Riccomi     | Scic      | s.t.    |